# Riley 17
La 17 è un'autovettura di fascia elevata prodotta dalla Riley dal 1914 al 1923. Era il modello di punta del marchio.
La 17 è stata la prima vettura Riley a montare un motore a quattro cilindri. Questo propulsore era a valvole laterali ed aveva quattro cilindri disposti in linea. Raffreddato ad acqua, questo motore erogava 58 CV di potenza. La cilindrata era di 2.932 cm³.
Come tutti i modelli Riley dell'epoca, la 17 aveva le ruote staccabili per facilitare la sostituzione degli pneumatici. Ciò non era comune per le auto dell'epoca.
Durante la prima guerra mondiale la produzione fu temporaneamente interrotta. La 17 è stata l'ultima vettura Riley  di grandi dimensioni; dopo la fine della produzione del modello, nel 1923, la casa automobilistica britannica ha commercializzato solo vetture di categorie inferiori.
La 17 è stata offerta con un solo tipo di carrozzeria, torpedo quattro posti.